# مادر (فیلم ۱۹۷۶)
مادر (به هندی: Maa) فیلمی محصول سال ۱۹۷۶ و به کارگردانی ام.ای. تیروموگام است. در این فیلم بازیگرانی همچون درمندرا، هما مالینی، نیروپا روی، رانجیت ایفای نقش کرده‌اند.